# William Foster (nuotatore)
William Foster, detto Willie (Haslingden, 10 luglio 1890 – Fylde, 17 dicembre 1963), è stato un nuotatore britannico.
Ha vinto due medaglie olimpiche nel nuoto: una medaglia d'oro alle Olimpiadi 1908 svoltesi a Londra nella staffetta 4x200 metri stile libero e una medaglia di bronzo alle Olimpiadi 1912 di Stoccolma, anche in questo caso nella gara di staffetta 4x200 metri stile libero.